# فيرست تي في
فيرست تي في (بالفرنسية: First TV) هي قناة تلفزيونية خاصة تونسية.

## التاريخ
مؤسس القناة، قيس مبروك،هو مهندس ولديه الدكتوراه في الاتصالات في باريس، وهو عضو كذلك في جمعية تونسيي المدارس العليا ، أصبح أستاذا وباحثا في مدرسة العلوم التقنية بسوسة الخاصة منذ سبتمبر 2001. بعد ذلك رجع لتونس لإنشاء جامعة في نوفمبر 2014، وهي المعهد الدولي للدراسات الرقمية والسمعية البصرية التي أصبح مديرها .

بعد ندوة صحفية عقدت في 23 يونيو 2014، تم إطلاق قناة First Tv في 29 يونيو 2014 عبر القمر الاصطناعي، وكان ذلك عمدا مع أول يوم من شهر رمضان 2014. بهذه المناسبة، تحصلت القناة على البث الحصري والوحيد في تونس للمسلسل السوري المشهور باب الحارة في جزئه السادس.

## التنظيم
مجلس إدارة القناة يتكون من، قيس مبروك في منصب رئيس-مدير عام، ومختار الرصاع الرئيس المدير العام السابق لمؤسسة التلفزة التونسية، وكذلك عدة شركاء ماليين، ورجال أعمال تونسيين مقيمين في فرنسا ويعملون في مجال الأخبار والصحافة والتعليم العالي الخاص.
في 11 سبتمبر 2014، أعلن قيس مبروك أن وكالة ستراتيجي كونساي (Stratégie Conseil) التي مقرها تونس العاصمة، قد تم تعيينها لضمان العلاقات العامة والصحافة.

## البرامج
| البرنامج      | بالحروف اللاتينية | المقدم         |
| ------------- | ----------------- | -------------- |
| دوسيات        | Dousiyét          | سفيان الشورابي |
| قمرة 14       | Gamret 14         |                |
| نجوم بلادي    | Njoum Bledi       |                |
| هي تونس       | Hiya Tounes       |                |
| على الله تعود | 3al allah t3oud   |                |
| نص دينك       | Noce Dinek        |                |
| فيرست إفنتس   | First Events      |                |
| العشاء سبور   | Dîner Sport       |                |
| أخلط علينا    | Akhlet Alina      | إيمان صرارفي   |
| دوبلاش        | Doubellech        |                |
| دبارة عالطاير | Dbara Attayer     |                |

### مسلسلات أجنبية
- باب الحارة (الجزء السادس).
- سام رجل الإطفاء.
- سمارة.
- ما تخافوش.
- قضية معالي الوزيرة.

## الشعارات

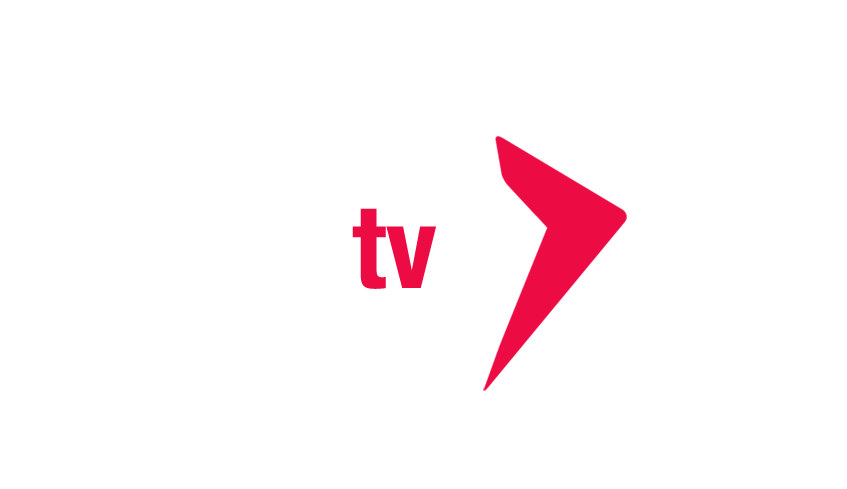
الشعار القديم
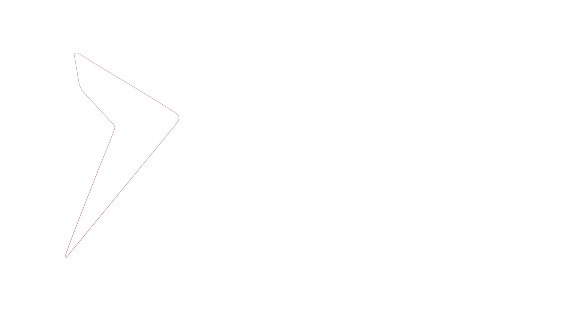
شعار التغيير
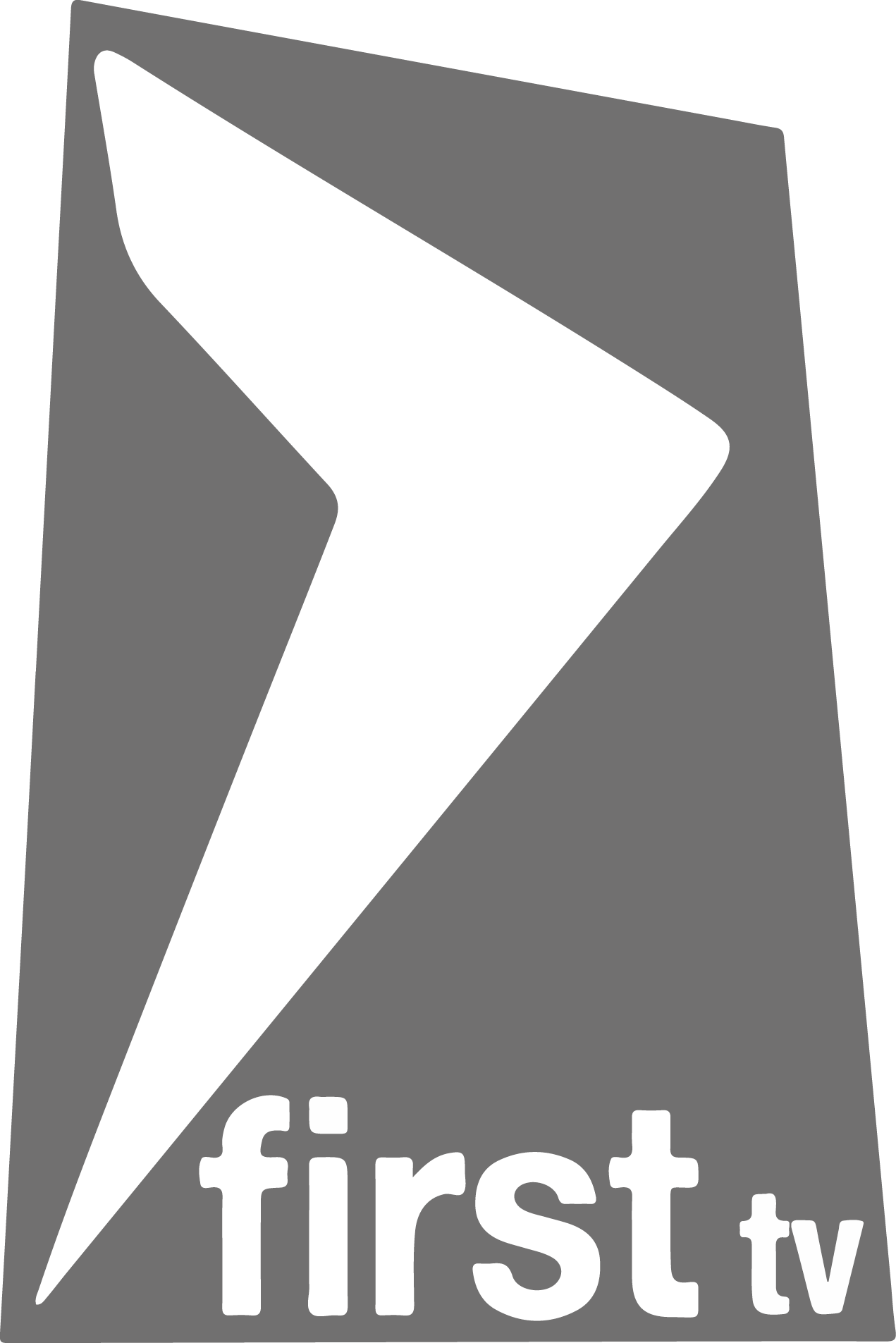
الشعار الحالي والرسمي
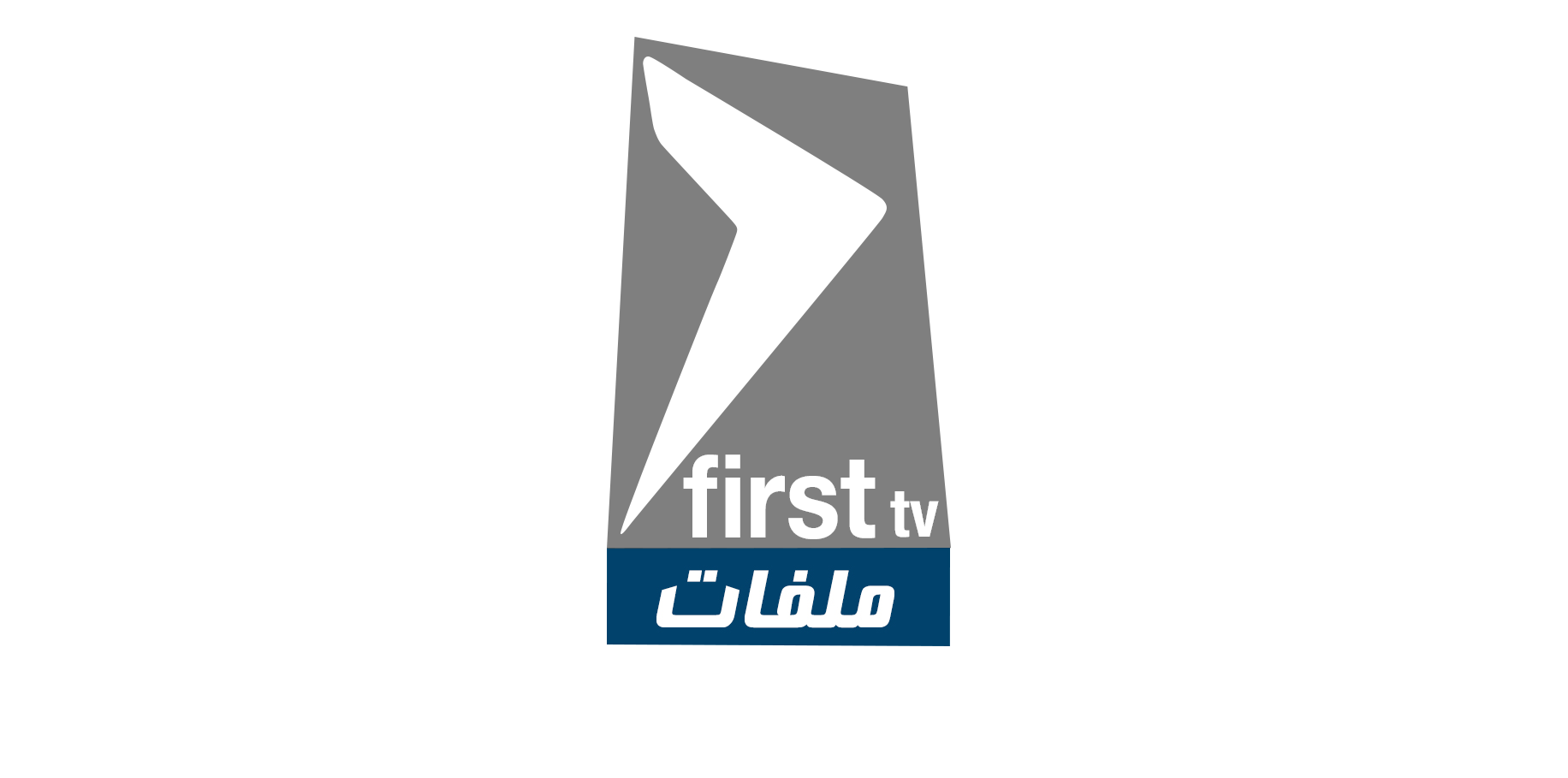
ملفات
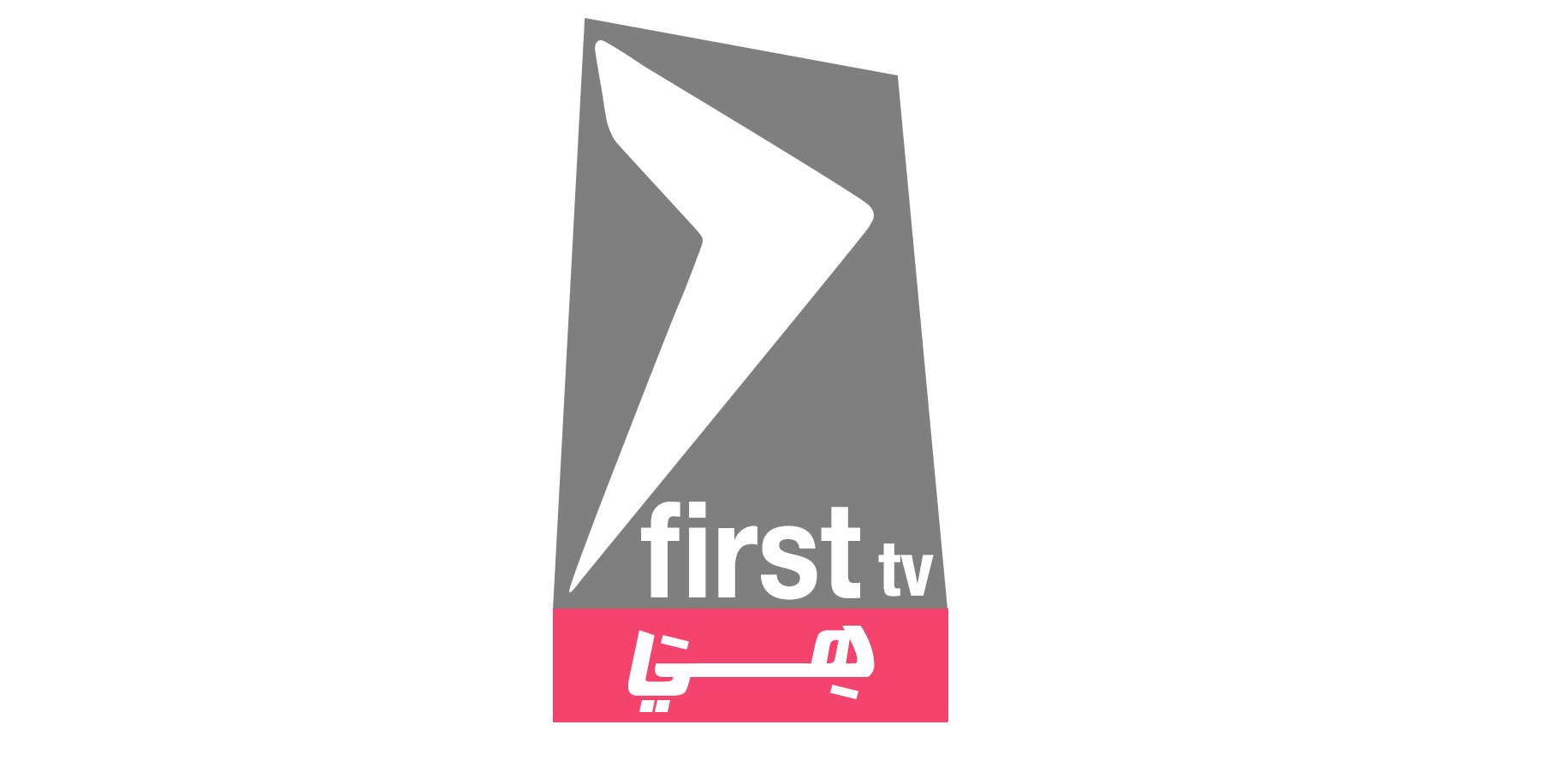
هِيَ (المرأة)
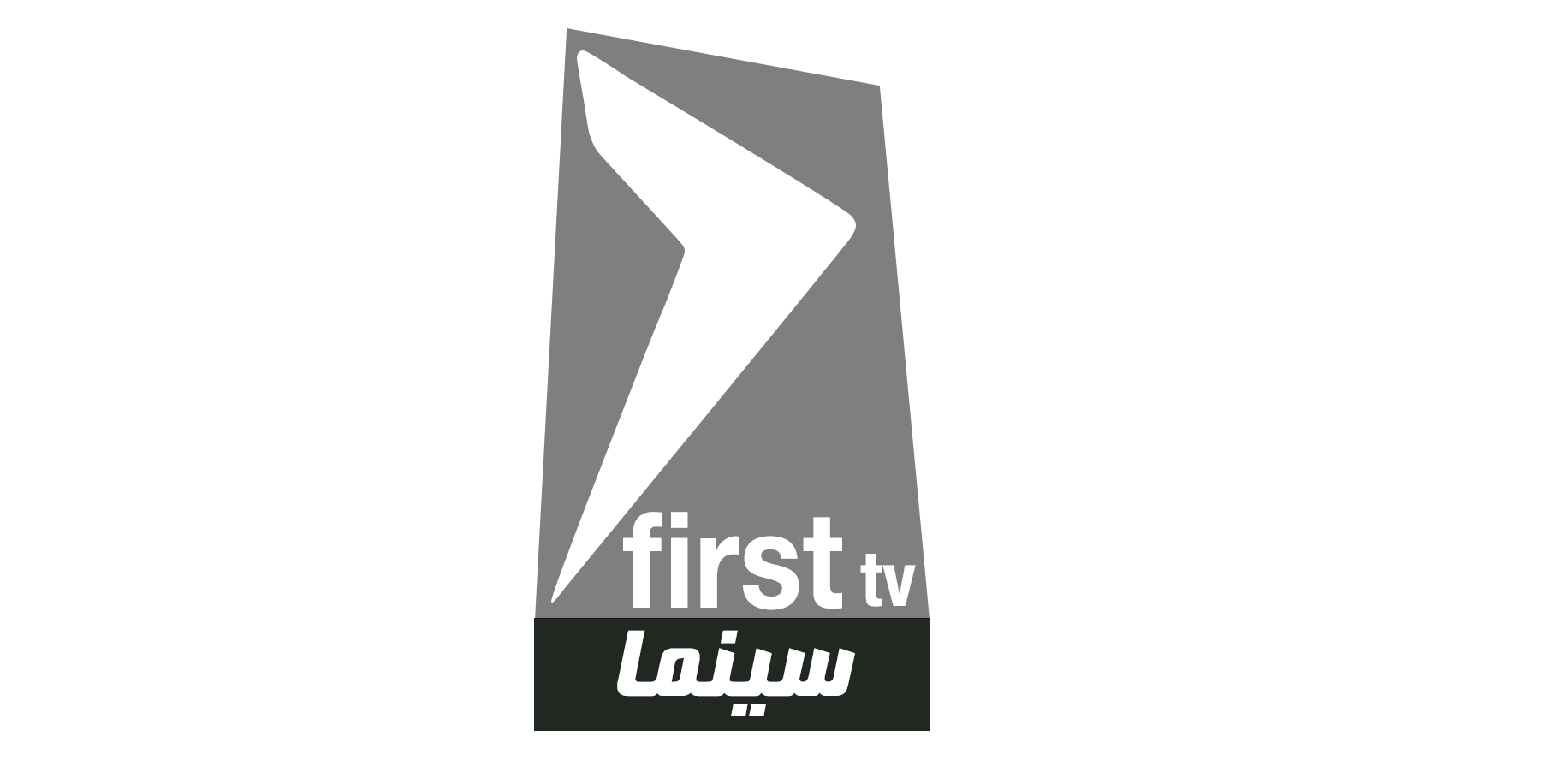
سينما
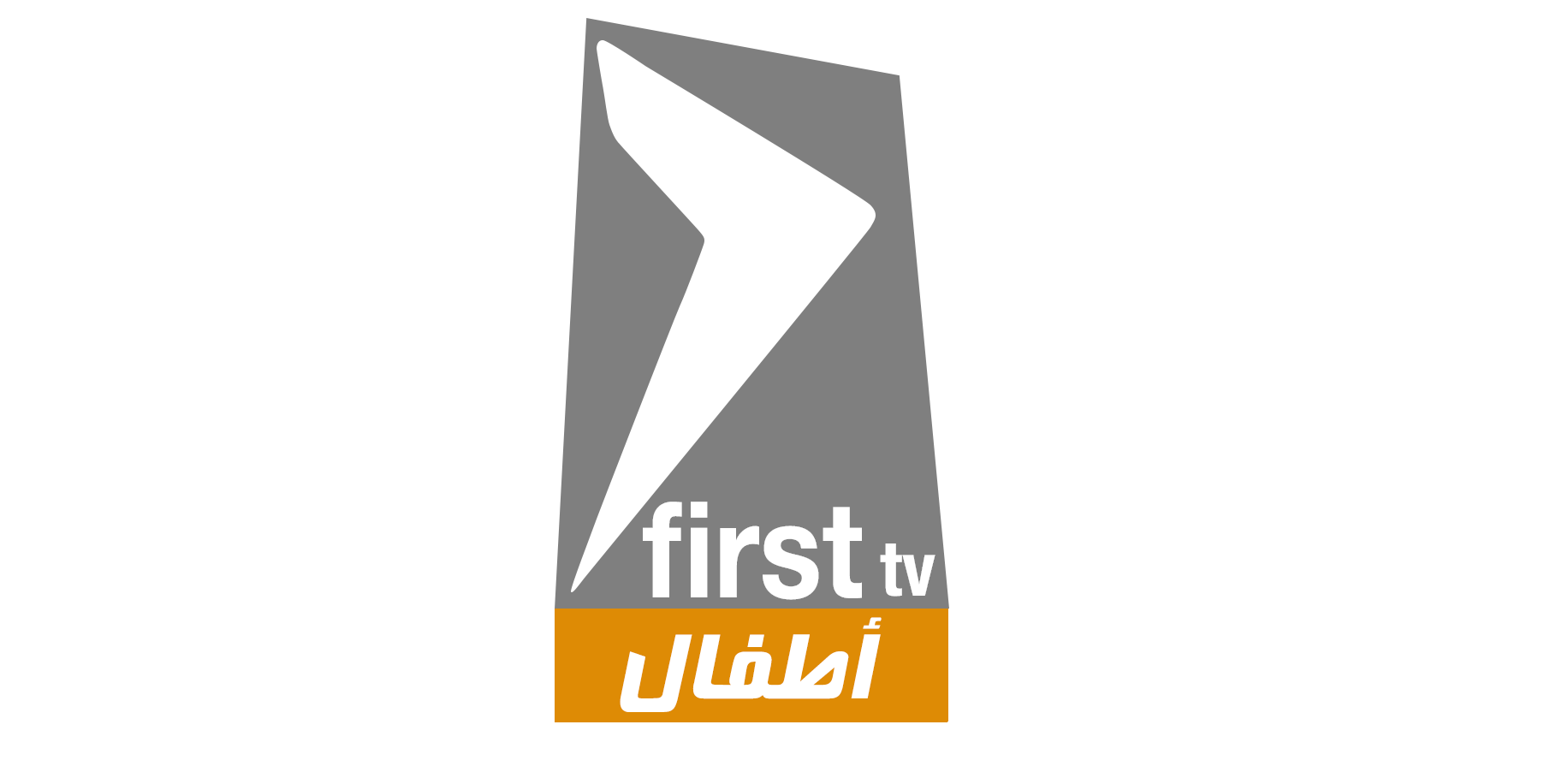
أطفال
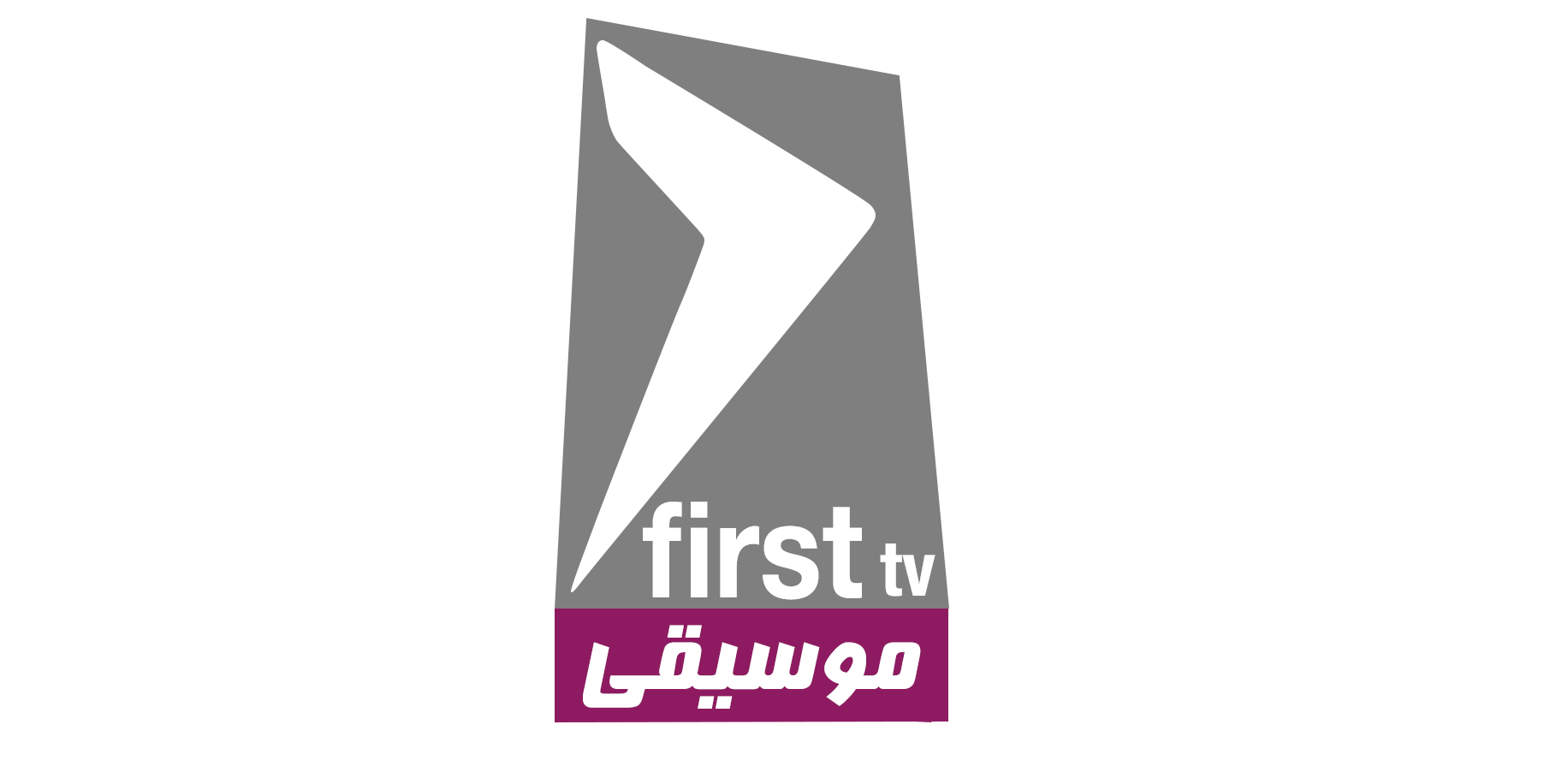
موسيقى
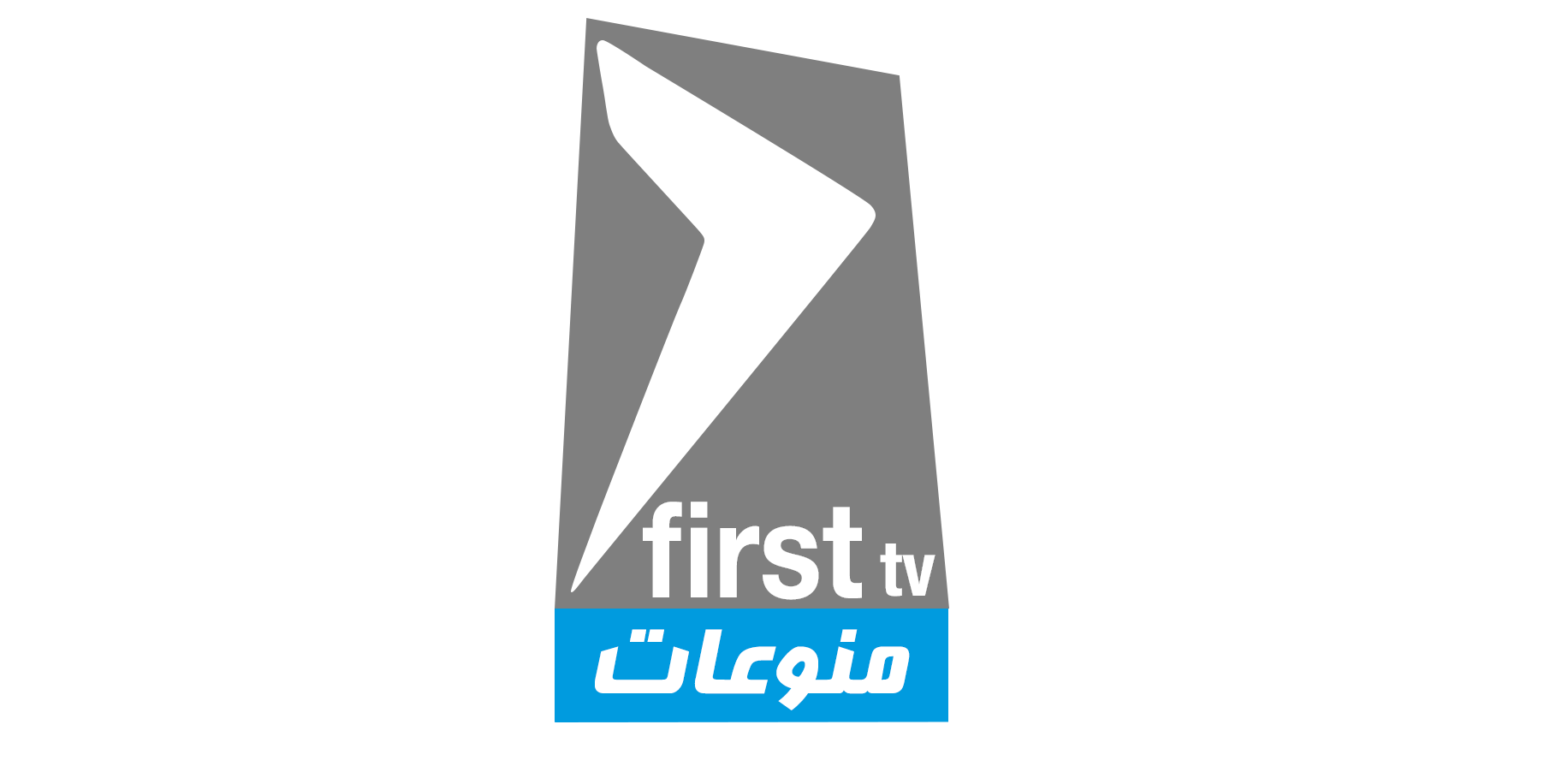
منوعات
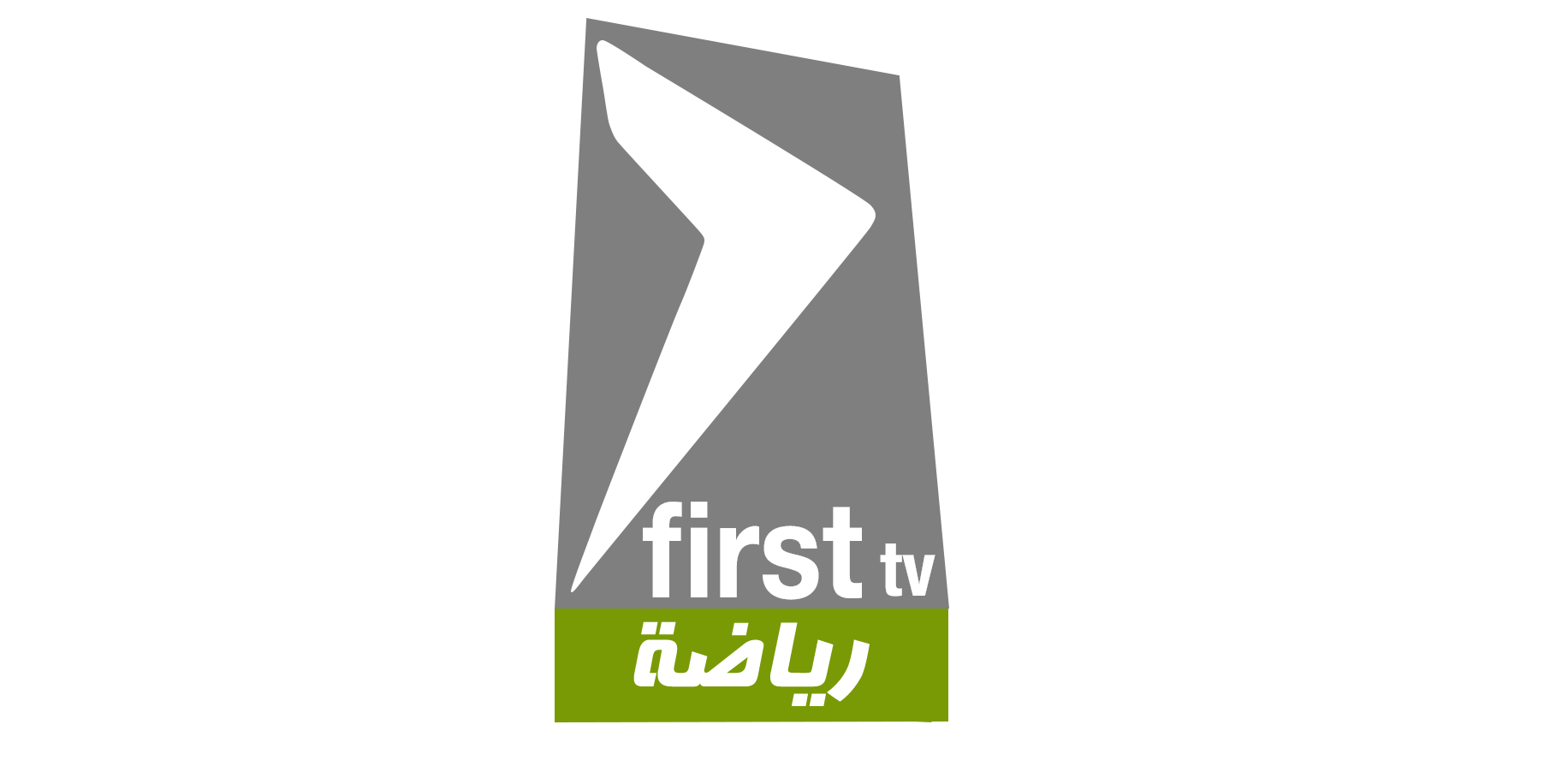
رياضة

## روابط خارجية
- الموقع الرسمي لقناة فيرست تي في